# اویون
اُیُن دهستانی در استان آلابای اسپانیا است.
در این دهستان ۲۹۲۹ نفر زندگی می‌کنند. مساحت این دهستان ۴۴٫۹۹ کیلومتر مربع است.